# Vernon Hughes
Vernon Willard Hughes (* 28. Mai 1921 in Kankakee, Illinois; † 25. März 2003 in New Haven, Connecticut) war ein US-amerikanischer Experimentalphysiker, der sich mit Atom- und Teilchenphysik beschäftigte und für seine Präzisionsmessungen bekannt war.

## Leben
Hughes studierte an der Columbia University (Bachelor-Abschluss 1941), wo er 1950 bei Isidor Isaac Rabi (der ihn als einen seiner besten Studenten bezeichnete) promovierte und 1949 bis 1952 Lecturer war. Zuvor war er im Zweiten Weltkrieg am Radiation Laboratory des Massachusetts Institute of Technology an der Radarentwicklung beteiligt, zum Beispiel am Bau genauer Uhren. Von 1952 bis 1954 war er Assistant Professor an der University of Pennsylvania. Von 1954 (als Assistant Professor) bis zu seiner Emeritierung 1991 war er Professor an der Yale University, ab 1969 als Donner Professor und ab 1978 als Sterling Professor.
Von 1961 bis 1969 stand er auf Empfehlung von Robert Oppenheimer der Physik-Fakultät vor. 1984 war er I. I. Rabi Gastprofessor an der Columbia University.
Er erhielt den 1978 Davisson-Germer-Preis in Atomphysik und 1990 den Tom-W.-Bonner-Preis für Kernphysik. 1961 wurde er in die American Academy of Arts and Sciences gewählt. Er war seit 1967 Mitglied der National Academy of Sciences und war Ehrendoktor der Universität Heidelberg.
Er war zweimal verheiratet und hatte zwei Söhne aus erster Ehe (1950) mit der deutschen Emigrantin Inge Michaelson, die 1979 starb. Sein Sohn Emlyn Hughes ist Physik-Professor am Caltech und setzte die Hochenergieexperimente seines Vaters mit polarisierten Elektronen am SLAC fort.

## Werk
In seiner Dissertation behandelte er mit Lou Grabner die elektromagnetische Wechselwirkung mit Kern-Quadrupolmomenten, was zur ersten Beobachtung eines Zwei-Photon-Übergangs führte. In den 1950er Jahren studierte er unter anderem das Positronium (kurz nach dessen Entdeckung durch Martin Deutsch) und das Helium-Atom, an dem er bis in die 1980er Jahre Präzisionsmessungen durchführte unter anderem zum Test der Quantenelektrodynamik und zur genauen Bestimmung der Feinstrukturkonstante. 1960 untersuchte er als erster myonische Atome (Myonium), an denen er über lange Jahrzehnte Präzisionsmessungen durchführte, zum Beispiel an der Mesonenfabrik LAMPF des Los Alamos National Laboratory. Ideen für eine solche Mesonenfabrik (eines Protonen-Linearbeschleunigers, auch zur Erzeugung von Myonen) entwickelte Hughes selbst 1958 in Yale, sie wurden aber dort nicht realisiert.
1960 führte er genaue richtungsabhängige Messungen der trägen Masse des Protons zum Test des Machschen Prinzips aus (mit einer relativen Genauigkeit von {\displaystyle 10^{-22}} fanden sie keine Abweichungen). Ebenfalls in den 1950er Jahren bestimmte er die Ladungsdifferenz von Elektronen und Protonen und obere Grenzen für die Neutronenladung mit hoher Genauigkeit.
Ab 1959 war er auch am SLAC ein Pionier in der Verwendung polarisierter Elektronen (und Myonen) in Hochenergiebeschleunigern, was Spin-sensitive Strukturuntersuchungen zum Beispiel des Protons ermöglichte, die Hughes ab 1972 am CERN in tiefinelastischen Streuexperimenten ausführte, die später bei der European Muon Collaboration (EMC) des CERN von ihm fortgeführt wurden. Dabei zeigte sich, dass ein viel kleinerer Anteil des Spins als erwartet von den Quarks getragen wurde (Spin-Krise) und Hughes erhielt ab 1987 die Möglichkeit, dies genauer in der Spin Muon Collaboration am CERN zu untersuchen, deren Sprecher er war (sie sammelte von 1992 bis 1996 Daten). Ebenfalls mit solchen Polarisationsexperimenten wurde von Hughes und Mitarbeitern der Nachweis der Paritätsverletzung in tief-inelastischer Elektronenstreuung an Nukleonen und bei niedriger Energie in der elastischen Elektronenstreuung an Kohlenstoffkernen erbracht.
Zuletzt führte er (mit Planungen ab 1982) am Brookhaven National Laboratory Präzisionsmessungen zum anomalen magnetischen Moment (g-2-Faktor) des Myons aus, mit deutlich höherer Genauigkeit als vorher am CERN (am Ende mit einer relativen Genauigkeit im Milliardstel-Bereich). Die Bestimmung des g-2-Faktors des Myons ist ein Präzisionstest des Standardmodells. Die theoretischen Vorhersagen enthalten jedoch einen Teil (Schleifen mit Hadronen), der seinerseits nur durch Experimente bestimmt werden kann. Die zuerst 2001 veröffentlichten Ergebnisse stimmten mit den besten theoretischen Berechnungen im Jahr 2007 nicht überein (mit einem Unterschied von über drei Standardabweichungen), was nach Ansicht einiger Physiker ein Hinweis auf eine nötige Erweiterung des Standardmodells (zum Beispiel durch Supersymmetrie) ist.

## Schriften
- Muonium. In: Annual Review Nuclear Science, Band 16, 1966, S. 445–470